# Macropsis kanakapurensis
Macropsis kanakapurensis är en insektsart som beskrevs av Chandrasekhara A. Viraktamath 1980. Macropsis kanakapurensis ingår i släktet Macropsis och familjen dvärgstritar. Inga underarter finns listade i Catalogue of Life.